# Bóng đá tại Thế vận hội Mùa hè 2000 – Vòng loại Nam khu vực châu Á
Vòng loại khu vực châu Á của môn bóng đá nam tại Thế vận hội Mùa hè 2000 là giải đấu vòng loại của Liên đoàn bóng đá châu Á (AFC) cho giải bóng đá nam Thế vận hội Mùa hè 2000 ở Sydney, Úc. Ba mươi lăm đội đã tham dự vòng loại để cạnh tranh cho ba suất tham dự chính thức tại Thế vận hội Mùa hè. Quá trình vòng loại bắt đầu vào ngày 3 tháng 4 và kết thúc vào ngày 13 tháng 11 năm 1999.
Hàn Quốc, Nhật Bản và Kuwait là ba đội đã đủ điều kiện tham dự vòng chung kết môn bóng đá tại Thế vận hội.

## Thể thức thi đấu
Cấu trúc vòng loại như sau:
- Vòng 1: 35 đội tuyển được chia thành 9 bảng, trong mỗi bảng các đội thi đấu vòng tròn hai lượt tính điểm (trừ bảng 8 chỉ thi đấu một lượt). Đội đứng đầu mỗi bảng tiến vào vòng thứ hai.
- Vòng 2: 9 đội tuyển vượt qua vòng 1 được chia thành 3 bảng, mỗi bảng 3 đội, thi đấu vòng tròn hai lượt trên sân nhà và sân khách. Đội đứng đầu mỗi bảng sẽ lọt vào vòng chung kết.

## Vòng 1
Lễ bốc thăm cho vòng loại đầu tiên được tổ chức tại Kuala Lumpur, Malaysia vào ngày 11 tháng 9 năm 1998. Trong số 35 đội tuyển tham dự vòng loại, 12 đội đến từ Tây Á được chia thành 4 bảng (các bảng 1, 2, 3, 4), mỗi bảng 3 đội; 5 đội từ Trung Á được xếp thành một bảng (bảng 5); 18 đội đến từ Đông Á, Nam Á và Đông Nam Á được chia thành 4 bảng, mỗi bảng 4 hoặc 5 đội (các bảng 6, 7, 8, 9).

### Bảng 1
Các trận đấu được tổ chức tại UAE (lượt đi) và Qatar (lượt về).

| VT | Đội   | ST | T | H | B | BT | BB | HS  | Đ  | Giành quyền tham dự |
| -- | ----- | -- | - | - | - | -- | -- | --- | -- | ------------------- |
| 1  | Qatar | 4  | 3 | 1 | 0 | 9  | 3  | +6  | 10 | Vòng 2              |
| 2  | UAE   | 4  | 2 | 1 | 1 | 13 | 4  | +9  | 7  |                     |
| 3  | Yemen | 4  | 0 | 0 | 4 | 2  | 17 | −15 | 0  |                     |

| Yemen | 0–3 | Qatar |
| ----- | --- | ----- |
|       |     |       |

| UAE | 6–1 | Yemen |
| --- | --- | ----- |
|     |     |       |

| UAE | 0–1 | Qatar |
| --- | --- | ----- |
|     |     |       |

| Qatar | 3–1 | Yemen |
| ----- | --- | ----- |
|       |     |       |

| Yemen | 0–5 | UAE |
| ----- | --- | --- |
|       |     |     |

| Qatar | 2–2 | UAE |
| ----- | --- | --- |
|       |     |     |

### Bảng 2
Các trận đấu được tổ chức theo thể thức sân nhà–sân khách.
| VT | Đội    | ST | T | H | B | BT | BB | HS | Đ  | Giành quyền tham dự |
| -- | ------ | -- | - | - | - | -- | -- | -- | -- | ------------------- |
| 1  | Kuwait | 4  | 3 | 1 | 0 | 10 | 6  | +4 | 10 | Vòng 2              |
| 2  | Oman   | 4  | 1 | 1 | 2 | 5  | 10 | −5 | 4  |                     |
| 3  | Syria  | 4  | 1 | 0 | 3 | 8  | 7  | +1 | 3  |                     |

| Oman                     | 2–2      | Kuwait            |
| ------------------------ | -------- | ----------------- |
| - Taqi 71' - Mohamed 76' | Chi tiết | - Laheeb 44', 59' |

| Syria             | 1–2      | Kuwait                            |
| ----------------- | -------- | --------------------------------- |
| - Bayazid (ph.đ.) | Chi tiết | - Al-Buraiki 64' (ph.đ.) - Laheeb |

| Oman | 1–5 | Syria |
| ---- | --- | ----- |
|      |     |       |

| Kuwait                           | 3–2      | Syria                       |
| -------------------------------- | -------- | --------------------------- |
| - Laheeb 44', 89' - Al-Omran 70' | Chi tiết | - Ibrahim 59' - Bayazid 61' |

| Syria | 0–1      | Oman              |
| ----- | -------- | ----------------- |
|       | Chi tiết | - Al Mazrouei 35' |

| Kuwait                       | 3–1      | Oman      |
| ---------------------------- | -------- | --------- |
| - Abdullah - Nassar - Laheeb | Chi tiết | - Mubarak |

### Bảng 3
Các trận đấu được tổ chức tại Jordan.

| VT | Đội         | ST | T | H | B | BT | BB | HS | Đ | Giành quyền tham dự |
| -- | ----------- | -- | - | - | - | -- | -- | -- | - | ------------------- |
| 1  | Ả Rập Xê Út | 4  | 2 | 2 | 0 | 8  | 4  | +4 | 8 | Vòng 2              |
| 2  | Iraq        | 4  | 1 | 2 | 1 | 7  | 10 | −3 | 5 |                     |
| 3  | Jordan      | 4  | 1 | 0 | 3 | 8  | 9  | −1 | 3 |                     |

| Jordan    | 1–3      | Ả Rập Xê Út            |
| --------- | -------- | ---------------------- |
| Hamarsheh | Chi tiết | - Al-Saqri - Al-Jamaan |

| Iraq                                | 4–2 | Jordan                 |
| ----------------------------------- | --- | ---------------------- |
| - Ahmed - Mazhar - Hassan - Khudair |     | - Shalbaya - Al-Sheikh |

| Ả Rập Xê Út      | 1–1      | Iraq        |
| ---------------- | -------- | ----------- |
| - Al-Saqri 90+3' | Chi tiết | - Rahim 35' |

| Ả Rập Xê Út                                                | 3–1      | Jordan              |
| ---------------------------------------------------------- | -------- | ------------------- |
| - Al-Jamaan 37' - Al-Saqri 51' - Al-Salal 89' - Bashar 85' | Chi tiết | - Kamal 85' (ph.đ.) |

| Jordan                                                            | 5–0      | Iraq |
| ----------------------------------------------------------------- | -------- | ---- |
| - Hamarsheh 24', 90' - Al-Sheikh 41' - Al-Dardour 60' - Saeed 90' | Chi tiết |      |

| Iraq            | 2–2      | Ả Rập Xê Út |
| --------------- | -------- | ----------- |
| - Reda - Jabbar | Chi tiết |             |

### Bảng 4
Các trận đấu được tổ chức theo thể thức sân nhà–sân khách.

| VT | Đội     | ST | T | H | B | BT | BB | HS | Đ | Giành quyền tham dự |
| -- | ------- | -- | - | - | - | -- | -- | -- | - | ------------------- |
| 1  | Bahrain | 4  | 3 | 0 | 1 | 7  | 3  | +4 | 9 | Vòng 2              |
| 2  | Liban   | 4  | 1 | 1 | 2 | 4  | 5  | −1 | 4 |                     |
| 3  | Iran    | 4  | 1 | 1 | 2 | 3  | 6  | −3 | 4 |                     |

| Iran          | 2–1      | Bahrain     |
| ------------- | -------- | ----------- |
| - Khatibi 15' | Chi tiết | - Abbas 43' |

| Bahrain | 2–1 | Liban |
| ------- | --- | ----- |
|         |     |       |

| Liban | 2–0      | Iran |
| ----- | -------- | ---- |
|       | Chi tiết |      |

| Bahrain | 2–0 | Iran |
| ------- | --- | ---- |
|         |     |      |

| Liban | 0–2 | Bahrain |
| ----- | --- | ------- |
|       |     |         |

| Iran | 1–1 | Liban |
| ---- | --- | ----- |
|      |     |       |

### Bảng 5
Các trận đấu được tổ chức theo thể thức sân nhà–sân khách.

| VT | Đội          | ST | T | H | B | BT | BB | HS  | Đ  | Giành quyền tham dự |
| -- | ------------ | -- | - | - | - | -- | -- | --- | -- | ------------------- |
| 1  | Kazakhstan   | 8  | 5 | 2 | 1 | 20 | 9  | +11 | 17 | Vòng 2              |
| 2  | Uzbekistan   | 8  | 5 | 1 | 2 | 15 | 7  | +8  | 16 |                     |
| 3  | Turkmenistan | 8  | 4 | 1 | 3 | 17 | 14 | +3  | 13 |                     |
| 4  | Kyrgyzstan   | 8  | 3 | 1 | 4 | 9  | 14 | −5  | 10 |                     |
| 5  | Tajikistan   | 8  | 0 | 1 | 7 | 4  | 21 | −17 | 1  |                     |

| Uzbekistan | 3–1 | Kyrgyzstan |
| ---------- | --- | ---------- |
|            |     |            |

| Tajikistan | 1–2 | Turkmenistan |
| ---------- | --- | ------------ |
|            |     |              |

| Uzbekistan | 3–0 | Tajikistan |
| ---------- | --- | ---------- |
|            |     |            |

| Tajikistan | 0–0 | Kazakhstan |
| ---------- | --- | ---------- |
|            |     |            |

| Turkmenistan | 1–1 | Uzbekistan |
| ------------ | --- | ---------- |
|              |     |            |

| Kazakhstan | 4–1 | Turkmenistan |
| ---------- | --- | ------------ |
|            |     |              |

| Kyrgyzstan | 1–0 | Tajikistan |
| ---------- | --- | ---------- |
|            |     |            |

| Turkmenistan | 3–0 | Kyrgyzstan |
| ------------ | --- | ---------- |
|              |     |            |

| Uzbekistan | 0–2      | Kazakhstan                |
| ---------- | -------- | ------------------------- |
|            | Chi tiết | - Smakov 49' - Galich 72' |

| Kyrgyzstan | 2–1 | Turkmenistan |
| ---------- | --- | ------------ |
|            |     |              |

| Kazakhstan                                | 3–1      | Uzbekistan              |
| ----------------------------------------- | -------- | ----------------------- |
| - Galich 14' - Akkazinov 24' - Aliyev 89' | Chi tiết | - Soloshenko 65' (l.n.) |

| Turkmenistan | 3–2 | Kazakhstan |
| ------------ | --- | ---------- |
|              |     |            |

| Tajikistan | 1–2 | Kyrgyzstan |
| ---------- | --- | ---------- |
|            |     |            |

| Kazakhstan | 5–1 | Tajikistan |
| ---------- | --- | ---------- |
|            |     |            |

| Uzbekistan | 3–0 | Turkmenistan |
| ---------- | --- | ------------ |
|            |     |              |

| Kazakhstan | 1–1 | Kyrgyzstan |
| ---------- | --- | ---------- |
|            |     |            |

| Tajikistan | 0–2 | Uzbekistan |
| ---------- | --- | ---------- |
|            |     |            |

| Kyrgyzstan | 2–3 | Kazakhstan |
| ---------- | --- | ---------- |
|            |     |            |

| Kyrgyzstan | 0–2 | Uzbekistan |
| ---------- | --- | ---------- |
|            |     |            |

| Turkmenistan | 6–1 | Tajikistan |
| ------------ | --- | ---------- |
|              |     |            |

### Bảng 6
Các trận đấu được tổ chức tại Hồng Kông (lượt đi) và Nhật Bản (lượt về).

| VT | Đội         | ST | T | H | B | BT | BB | HS  | Đ  | Giành quyền tham dự |
| -- | ----------- | -- | - | - | - | -- | -- | --- | -- | ------------------- |
| 1  | Nhật Bản    | 8  | 8 | 0 | 0 | 52 | 1  | +51 | 24 | Vòng 2              |
| 2  | Hồng Kông   | 8  | 4 | 1 | 3 | 14 | 12 | +2  | 13 |                     |
| 3  | Malaysia    | 8  | 3 | 2 | 3 | 17 | 17 | 0   | 11 |                     |
| 4  | Nepal       | 8  | 2 | 2 | 4 | 9  | 23 | −14 | 8  |                     |
| 5  | Philippines | 8  | 0 | 1 | 7 | 4  | 43 | −39 | 1  |                     |

| Philippines | 0–13     | Nhật Bản |
| ----------- | -------- | --- |
|             | Chi tiết | - Hirase 3', 15', 21', 33' - Ono 23', 76' - Myojin 27' - Motoyama 46', 65' - Nakamura 47' - Yoshihara 62', 78', 85' - 88' (l.n.) |

| Hồng Kông | 1–2 | Nepal |
| --------- | --- | ----- |
|           |     |       |

| Nepal | 0–5      | Nhật Bản                                                  |
| ----- | -------- | --------------------------------------------------------- |
|       | Chi tiết | - Hiroyama 2' - Ono 17' - Hirase 45' - Yoshihara 61', 87' |

| Hồng Kông | 2–2 | Malaysia                  |
| --------- | --- | ------------------------- |
|           |     | - Akmal 72' - Gilbert 87' |

| Philippines | 0–1 | Nepal |
| ----------- | --- | ----- |
|             |     |       |

| Malaysia | 0–4      | Nhật Bản                                                      |
| -------- | -------- | ------------------------------------------------------------- |
|          | Chi tiết | - Inamoto 9' - Motoyama 46' - Ono 63' (ph.đ.) - Yoshihara 70' |

| Malaysia                                                    | 6–1 | Philippines |
| ----------------------------------------------------------- | --- | ----------- |
| - Khalid 27', 30' - Akmal 37', 89' - Gopalan 65' - Chow 80' |     |             |

| Hồng Kông           | 1–4      | Nhật Bản                                      |
| ------------------- | -------- | --------------------------------------------- |
| Poon Man Chun 90+1' | Chi tiết | - Ono 7', 15' - Yoshihara 45' - Yamashita 75' |

| Nepal          | 1–1 (Hủy) | Malaysia         |
| -------------- | --------- | ---------------- |
| Anil Subba 88' |           | Rafdi Rashid 75' |

| Hồng Kông | 4–1 | Philippines |
| --------- | --- | ----------- |
|           |     |             |

| Philippines | 0–1 | Hồng Kông |
| ----------- | --- | --------- |
|             |     |           |

| Nhật Bản                                                                                          | 9–0      | Nepal |
| ------------------------------------------------------------------------------------------------- | -------- | ----- |
| - Yoshiwara 3', 32' - Ono 12' - Nakamura 15', 68' - Yanagisawa 19', 33' - Hirase 32' - Myojin 37' | Chi tiết |       |

| Nepal | 1–2 | Hồng Kông |
| ----- | --- | --------- |
|       |     |           |

| Nhật Bản                                                           | 4–0      | Malaysia |
| ------------------------------------------------------------------ | -------- | -------- |
| - Nakamura 28' (ph.đ.) - Hirase 31' - Motoyama 40' - Yamashita 43' | Chi tiết |          |

| Nepal | 2–2 | Philippines |
| ----- | --- | ----------- |
|       |     |             |

| Malaysia | 0–3      | Hồng Kông                                 |
| -------- | -------- | ----------------------------------------- |
|          | Chi tiết | - Lee Sze Ming 14', 30' - Yao Xue Wen 85' |

| Philippines | 0–5 | Malaysia                               |
| ----------- | --- | -------------------------------------- |
|             |     | - Rosle 28', 36', 62' - Akmal 61', 71' |

| Nhật Bản                    | 2–0      | Hồng Kông |
| --------------------------- | -------- | --------- |
| - Nakamura 38' - Hirase 79' | Chi tiết |           |

| Malaysia                     | 3–2      | Nepal                    |
| ---------------------------- | -------- | ------------------------ |
| - Akhmal 23', 55' - Chow 53' | Chi tiết | - Rajan 29' - Deepak 87' |

| Nhật Bản | 11–0     | Philippines |
| --- | -------- | ----------- |
| - Hirase 4', 11', 66' - Nakata 7' - Ono 23' (ph.đ.) - Nakamura 27', 28' - Ichikawa 42' - Motoyama 54' - Myojin 71' - Toda 78' | Chi tiết |             |

### Bảng 7
Các trận đấu được tổ chức tại Việt Nam (lượt đi) và Trung Quốc (lượt về).

| VT | Đội               | ST | T | H | B | BT | BB | HS  | Đ  | Giành quyền tham dự |
| -- | ----------------- | -- | - | - | - | -- | -- | --- | -- | ------------------- |
| 1  | Trung Quốc        | 6  | 6 | 0 | 0 | 20 | 0  | +20 | 18 | Vòng 2              |
| 2  | CHDCND Triều Tiên | 6  | 3 | 1 | 2 | 10 | 5  | +5  | 10 |                     |
| 3  | Myanmar           | 6  | 1 | 1 | 4 | 2  | 18 | −16 | 4  |                     |
| 4  | Việt Nam          | 6  | 0 | 2 | 4 | 3  | 12 | −9  | 2  |                     |

| Myanmar | 0–1      | CHDCND Triều Tiên    |
| ------- | -------- | -------------------- |
|         | Chi tiết | - Park Sung-kwan 74' |

| Việt Nam | 0–4      | Trung Quốc                                                |
| -------- | -------- | --------------------------------------------------------- |
|          | Chi tiết | - Vương Bằng 47' - Trương Ngọc Ninh 54', 56' - Lý Yên 80' |

| Việt Nam              | 1–2      | CHDCND Triều Tiên                         |
| --------------------- | -------- | ----------------------------------------- |
| Nguyễn Quốc Trung 35' | Chi tiết | - Park Sung-kwan 28' - Lee Hyuk-cheol 30' |

| Myanmar   | 0–4      | Trung Quốc                                          |
| --------- | -------- | --------------------------------------------------- |
| Zaw Htaik | Chi tiết | - Trương Ngọc Ninh - Lý Kim Vũ 82' - Vương Bằng 29' |

| Việt Nam          | 1–2      | Myanmar                              |
| ----------------- | -------- | ------------------------------------ |
| Lê Quang Trãi 34' | Chi tiết | - Win Htaik 30' - Nay Thu Hlaing 75' |

| CHDCND Triều Tiên | 0–1      | Trung Quốc   |
| ----------------- | -------- | ------------ |
| Rim Kun Uk        | Chi tiết | Lý Kim Vũ 2' |

| CHDCND Triều Tiên                                                                            | 6–0                      | Myanmar |
| -------------------------------------------------------------------------------------------- | ------------------------ | ------- |
| - Ri Kyong Min 42', 44' - Kim Chan Myong 67', 69' - Park Sung-kwan 84' - Ming Sung-cheol 85' | Chi tiết Chi tiết (Sina) |         |

| Trung Quốc                                         | 3–0      | Việt Nam |
| -------------------------------------------------- | -------- | -------- |
| - Triệu Quân Triết 51' - Trương Ngọc Ninh 63', 70' | Chi tiết |          |

| CHDCND Triều Tiên | 1–1      | Việt Nam               |
| ----------------- | -------- | ---------------------- |
| Lee Tae-heung 85' | Chi tiết | Bùi Đoàn Quang Huy 38' |

| Trung Quốc | 6–0      | Myanmar |
| --- | -------- | ------- |
| - Trương Ngọc Ninh 23' - Lý Kim Vũ 31' - Tùy Đông Lương 59' - Tôn Kế Hải 64' - Vương Bằng 81' - Trương Tiểu Thụy 88' | Chi tiết |         |

| Myanmar | 0–0 | Việt Nam |
| ------- | --- | -------- |
|         |     |          |

| Trung Quốc                             | 2–0      | CHDCND Triều Tiên |
| -------------------------------------- | -------- | ----------------- |
| - Trương Tiểu Thụy 62' - Lý Kim Vũ 89' | Chi tiết |                   |

### Bảng 8
Các trận đấu được tổ chức tại Hàn Quốc.

| VT | Đội               | ST | T | H | B | BT | BB | HS  | Đ | Giành quyền tham dự |
| -- | ----------------- | -- | - | - | - | -- | -- | --- | - | ------------------- |
| 1  | Hàn Quốc          | 3  | 3 | 0 | 0 | 19 | 0  | +19 | 9 | Vòng 2              |
| 2  | Indonesia         | 3  | 2 | 0 | 1 | 4  | 9  | −5  | 6 |                     |
| 3  | Đài Bắc Trung Hoa | 3  | 1 | 0 | 2 | 5  | 10 | −5  | 3 |                     |
| 4  | Sri Lanka         | 3  | 0 | 0 | 3 | 2  | 11 | −9  | 0 |                     |

| Đài Bắc Trung Hoa   | 1–2      | Indonesia                    |
| ------------------- | -------- | ---------------------------- |
| Lin Chien-Kwang 18' | Chi tiết | - Pamungkas 66' - Nawawi 76' |

| Hàn Quốc                                                          | 5–0      | Sri Lanka |
| ----------------------------------------------------------------- | -------- | --------- |
| - Kim Nam-il 3' - Lee Dong-gook 20', 44', 49' - Lee Young-pyo 48' | Chi tiết |           |

| Indonesia                    | 2–1      | Sri Lanka         |
| ---------------------------- | -------- | ----------------- |
| - Pamungkas 21' - Nawawi 52' | Chi tiết | - Weerasingha 46' |

| Hàn Quốc | 7–0      | Đài Bắc Trung Hoa |
| --- | -------- | ----------------- |
| - Park Jin-seop 14' - Ahn Hyo-yeon 18' - Lee Young-pyo 23' - Choi Cheol-woo 26' - Park Dong-hyuk 34' - Seol Ki-hyun 58' - Jeon Woo-geun 88' | Chi tiết |                   |

| Đài Bắc Trung Hoa                                                                 | 4–1      | Sri Lanka                   |
| --------------------------------------------------------------------------------- | -------- | --------------------------- |
| - Hou Sheng-chung 6' - Tsai Hui-kai 8' - Lin Chien-kuang 23' - Lin Chia-sheng 24' | Chi tiết | - Cheng Yung-jen 20' (l.n.) |

| Hàn Quốc                                                                                    | 7–0      | Indonesia |
| ------------------------------------------------------------------------------------------- | -------- | --------- |
| - Lee Dong-gook 1', 41', 77' - Park Jin-seop 23' - Ahn Hyo-yeon 35', 70' - Lee Kwan-woo 73' | Chi tiết |           |

### Bảng 9
Các trận đấu của bảng 9 ban đầu dự kiến được diễn ra từ ngày 15 đến ngày 27 tháng 3 năm 1999, nhưng sau đó FIFA đã quyết định dời sang tháng 7 theo yêu cầu của Thái Lan. Các đội tuyển Singapore, Brunei và Lào đã đồng loạt rút lui khỏi vòng loại với lý do cần khoảng thời gian này để chuẩn bị cho Đại hội Thể thao Đông Nam Á, khiến bảng này chỉ còn lại hai đội. Do đó, FIFA đã sắp xếp để hai đội Thái Lan và Ấn Độ thi đấu theo thể thức hai lượt trận trên sân nhà và sân khách để xác định đội duy nhất tiến vào vòng 2.
| VT | Đội       | ST | T | H | B | BT | BB | HS | Đ | Giành quyền tham dự |
| -- | --------- | -- | - | - | - | -- | -- | -- | - | ------------------- |
| 1  | Thái Lan  | 2  | 1 | 1 | 0 | 2  | 0  | +2 | 4 | Vòng 2              |
| 2  | Ấn Độ     | 2  | 0 | 1 | 1 | 0  | 2  | −2 | 1 |                     |
| 3  | Singapore | 0  | 0 | 0 | 0 | 0  | 0  | 0  | 0 | Rút lui             |
| 4  | Brunei    | 0  | 0 | 0 | 0 | 0  | 0  | 0  | 0 | Rút lui             |
| 5  | Lào       | 0  | 0 | 0 | 0 | 0  | 0  | 0  | 0 | Rút lui             |

| Thái Lan                  | 2–0      | Ấn Độ |
| ------------------------- | -------- | ----- |
| - Bamrung 47' - Nirut 76' | Chi tiết |       |

| Ấn Độ | 0–0      | Thái Lan |
| ----- | -------- | -------- |
|       | Chi tiết |          |

## Vòng 2
Vòng loại thứ hai, cũng là vòng loại cuối cùng, được tổ chức theo thể thức sân nhà và sân khách từ ngày 1 tháng 10 đến ngày 13 tháng 11 năm 1999. Chỉ đội đứng đầu mỗi bảng mới được tham dự vòng chung kết Thế vận hội.

### Bốc thăm
Lễ bốc thăm cho vòng loại thứ hai được tổ chức dưới sự giám sát của Liên đoàn bóng đá châu Á (AFC) tại Los Angeles, Mỹ, nơi Đại hội đồng đặc biệt và Ban chấp hành của Liên đoàn bóng đá quốc tế (FIFA) nhóm họp vào ngày 8 tháng 7 năm 1999. Các đội lọt vào vòng 2 được xếp hạt giống dựa trên thành tích của họ tại vòng chung kết và vòng loại khu vực của Thế vận hội Mùa hè 1996.
| Nhóm 1                                         | Nhóm 2                                        | Nhóm 3                               |
| ---------------------------------------------- | --------------------------------------------- | ------------------------------------ |
| Nhật Bản · Hàn Quốc · Ả Rập Xê Út/ Trung Quốc* | Kuwait · Trung Quốc/ Iraq* · Qatar/ Thái Lan* | Bahrain · Kazakhstan · Qatar/ Ấn Độ* |

(*) Do vòng loại thứ nhất còn chưa hoàn thành vào thời điểm bốc thăm nên chưa xác định được đội nào sẽ đi tiếp vào vòng loại thứ hai ở các bảng 3 và 9. Ngoài ra, AFC đã chuẩn bị phương án để ngăn việc Iraq và Kuwait, hai quốc gia thù địch do hậu quả của Chiến tranh vùng Vịnh, được xếp vào cùng một bảng trong trường hợp Iraq tiến vào vòng loại cuối cùng. Căn cứ vào đó, AFC thông báo sau lễ bốc thăm rằng việc chia bảng sẽ hoàn tất theo các trường hợp có thể xảy ra như sau.
- Bảng 3 vòng 1 (nối với bảng B vòng 2)
  - Nếu Ả Rập Xê Út lọt vào vòng loại cuối cùng: Ả Rập Xê Út sẽ được xếp vào bảng A và Trung Quốc sẽ được xếp vào bảng B.
  - Nếu Iraq lọt vào vòng loại cuối cùng: Iraq sẽ được xếp vào bảng B và Trung Quốc sẽ được xếp vào bảng A.
- Bảng 9 vòng 1 (nối với các bảng A và C của vòng 2)
  - Nếu Thái Lan lọt vào vòng loại cuối cùng: Thái Lan sẽ được xếp vào bảng C và Qatar sẽ được xếp vào bảng A.
  - Nếu Ấn Độ lọt vào vòng loại cuối cùng: Ấn Độ sẽ được xếp vào bảng A và Qatar sẽ được xếp vào bảng C.

Các tiêu chí
Các đội được xếp hạng theo điểm (3 điểm cho một trận thắng, 1 điểm cho một trận hòa, 0 điểm cho một trận thua), và nếu bằng điểm, các tiêu chí xếp hạng sau đây sẽ được áp dụng, theo thứ tự đưa ra, để xác định thứ hạng:
1. Hiệu số bàn thắng thua trong tất cả các trận đấu bảng;
2. Số bàn thắng ghi được trong tất cả các trận đầu bảng;
3. Điểm thu được trong các trận đấu giữa các đội bằng điểm;
4. Hiệu số bàn thắng thua trong các trận đấu giữa các đội bằng điểm;
5. Số bàn thắng ghi được trong các trận đấu giữa các đội bằng điểm;
6. Bốc thăm.

| Lượt đấu   | Các ngày                |
| ---------- | ----------------------- |
| Lượt đấu 1 | 1–3 tháng 10 năm 1999   |
| Lượt đấu 2 | 8–10 tháng 10 năm 1999  |
| Lượt đấu 3 | 15–17 tháng 10 năm 1999 |
| Lượt đấu 4 | 29–30 tháng 10 năm 1999 |
| Lượt đấu 5 | 6–7 tháng 11 năm 1999   |
| Lượt đấu 6 | 12–13 tháng 11 năm 1999 |

### Bảng A
| VT | Đội         | ST | T | H | B | BT | BB | HS | Đ | Giành quyền tham dự |
| -- | ----------- | -- | - | - | - | -- | -- | -- | - | ------------------- |
| 1  | Kuwait      | 4  | 3 | 0 | 1 | 10 | 3  | +7 | 9 | Thế vận hội Mùa hè  |
| 2  | Ả Rập Xê Út | 4  | 2 | 0 | 2 | 5  | 8  | −3 | 6 |                     |
| 3  | Qatar       | 4  | 1 | 0 | 3 | 5  | 9  | −4 | 3 |                     |

| Qatar                                     | 4–1      | Ả Rập Xê Út     |
| ----------------------------------------- | -------- | --------------- |
| - Mubarak 40', 66' - Ali 75' - Gholam 90' | Chi tiết | - Al-Meshal 88' |

| Ả Rập Xê Út          | 2–1      | Kuwait           |
| -------------------- | -------- | ---------------- |
| - Al-Meshal 26', 36' | Chi tiết | Al-Buraiki 45+1' |

| Kuwait                                                      | 4–0      | Qatar                    |
| ----------------------------------------------------------- | -------- | ------------------------ |
| - Laheeb 48' - Abdullah 72' - Oqla 84' - Quddus 89' (ph.đ.) | Chi tiết | - Salmeen 68' - Al-Noubi |

| Ả Rập Xê Út                      | 2–0      | Qatar |
| -------------------------------- | -------- | ----- |
| - Al-Salal 13' - Al-Subaie 45+3' | Chi tiết |       |

| Kuwait                         | 3–0      | Ả Rập Xê Út |
| ------------------------------ | -------- | ----------- |
| - Laheeb 44', 65' - Bashar 82' | Chi tiết |             |

| Qatar        | 1–2      | Kuwait               |
| ------------ | -------- | -------------------- |
| - Jadoua 22' | Chi tiết | - Al-Tayyar 18', 63' |

### Bảng B
| VT | Đội        | ST | T | H | B | BT | BB | HS | Đ  | Giành quyền tham dự |
| -- | ---------- | -- | - | - | - | -- | -- | -- | -- | ------------------- |
| 1  | Hàn Quốc   | 4  | 3 | 1 | 0 | 5  | 2  | +3 | 10 | Thế vận hội Mùa hè  |
| 2  | Trung Quốc | 4  | 1 | 1 | 2 | 3  | 4  | −1 | 4  |                     |
| 3  | Bahrain    | 4  | 1 | 0 | 3 | 3  | 5  | −2 | 3  |                     |

| Hàn Quốc           | 1–0      | Trung Quốc |
| ------------------ | -------- | ---------- |
| Shin Byeong-ho 63' | Chi tiết |            |

| Trung Quốc         | 2–1                     | Bahrain    |
| ------------------ | ----------------------- | ---------- |
| Lý Kim Vũ 12', 23' | Chi tiết Chi tiết (KBS) | Surman 10' |

| Bahrain | 0–1      | Hàn Quốc          |
| ------- | -------- | ----------------- |
|         | Chi tiết | Lee Dong-gook 53' |

| Trung Quốc           | 1–1      | Hàn Quốc            |
| -------------------- | -------- | ------------------- |
| Trương Ngọc Ninh 57' | Chi tiết | Lee Dong-gook 45+3' |

| Bahrain           | 1–0      | Trung Quốc     |
| ----------------- | -------- | -------------- |
| Jalal 34' (ph.đ.) | Chi tiết | Hoàng Dũng 52' |

| Hàn Quốc                                | 2–1      | Bahrain  |
| --------------------------------------- | -------- | -------- |
| - Kim Eun-joong 64' - Park Jin-seop 82' | Chi tiết | Jalal 8' |

### Bảng C
| VT | Đội        | ST | T | H | B | BT | BB | HS  | Đ  | Giành quyền tham dự |
| -- | ---------- | -- | - | - | - | -- | -- | --- | -- | ------------------- |
| 1  | Nhật Bản   | 4  | 4 | 0 | 0 | 14 | 2  | +12 | 12 | Thế vận hội Mùa hè  |
| 2  | Kazakhstan | 4  | 1 | 1 | 2 | 5  | 6  | −1  | 4  |                     |
| 3  | Thái Lan   | 4  | 0 | 1 | 3 | 2  | 13 | −11 | 1  |                     |

| Kazakhstan | 0–0 | Thái Lan |
| ---------- | --- | -------- |
|            |     |          |

| Kazakhstan | 0–2                        | Nhật Bản                   |
| ---------- | -------------------------- | -------------------------- |
|            | Chi tiết Chi tiết (Chosun) | - Nakata 25' - Inamoto 87' |

| Nhật Bản                                   | 3–1      | Thái Lan      |
| ------------------------------------------ | -------- | ------------- |
| - Hirase 48' - Motoyama 54' - Takahara 58' | Chi tiết | Thongsukh 59' |

| Thái Lan | 1–4 | Kazakhstan |
| -------- | --- | ---------- |
|          |     | - Andrey   |

| Nhật Bản                         | 3–1      | Kazakhstan       |
| -------------------------------- | -------- | ---------------- |
| - Hirase 70', 86' - Nakamura 90' | Chi tiết | - Shevchenko 29' |

| Thái Lan | 0–6      | Nhật Bản                                                                    |
| -------- | -------- | --------------------------------------------------------------------------- |
|          | Chi tiết | - Hirase 21', 25' - Kojima 45+2' - Myojin 56' - Ichikawa 66' - Fujimoto 90' |

## Các đội vượt qua vòng loại
Ba đội tuyển sau đây từ AFC đã đã vượt qua vòng loại để tham dự giải bóng đá nam Thế vận hội Mùa hè 2000 tổ chức tại tại Sydney, Úc.
| Đội tuyển | Tư cách vượt qua vòng loại | Ngày vượt qua vòng loại | Tham dự lần trước tại Thế vận hội Mùa hè |
| --------- | -------------------------- | ----------------------- | ---------------------------------------- |
| Hàn Quốc  | Nhất bảng B                | 5 tháng 11 năm 1999     | 5 (1948, 1964, 1988, 1992, 1996)         |
| Nhật Bản  | Nhất bảng C                | 6 tháng 11 năm 1999     | 5 (1936, 1956, 1964, 1968, 1996)         |
| Kuwait    | Nhất bảng A                | 12 tháng 11 năm 1999    | 2 (1980, 1992)                           |

1 In nghiêng chỉ ra chủ nhà của năm đó. Thống kê bao gồm tất cả các thể thức Olympic (thể thức hiện tại dành cho lứa tuổi U-23 bắt đầu vào năm 1992).